# 人民民族党 (巴基斯坦)
人民民族党是巴基斯坦的一个政党。该党成立于1986年，分裂自民族人民党 (瓦里)。该党的政治立场是中间偏左至左翼。该党的意识形态是民主社会主义、普什图民族主义、世俗主义。该党的主席是Asfandyar Wali Khan，总书记是Mian Iftikhar Hussain。该党的总部位于白沙瓦。该党的口号是“和平、民主与发展”。